# 韋弘景
韦弘景（766年—831年），京兆杜陵（今陕西省西安市），出自京兆韦氏逍遥公房，宣州司户韦嗣立之孙、洋州辛道县令韦尧之子，唐朝官员。
唐德宗贞元年间登进士第。开始在藩镇作为从事。元和三年（808年）为左拾遗、集贤殿学士，转任左补阙、翰林学士。草诏时忘记写苏光荣的功劳，于是改任司门员外郎，历任吏部员外郎、左司郎中、吏部郎中、度支郎中。因为张仲方贬低李吉甫的谥号，他和张仲方友好，于是被贬为绵州刺史。李夷简担任淮南节度使，推荐他为副使。入京为京兆少尹，给事中。唐穆宗想要用驸马刘士泾为太仆卿，刘士泾交通邪倖，刘弘景封还诏书，被时论推重。最后，刘士泾为太仆少卿，韦弘景出为安南、邕、容宣慰使。后来入朝为刑部侍郎，转吏部侍郎，选官平允。出任陕虢观察使一年，入朝为尚书左丞，郎吏望风修整。官至礼部尚书、东都留守。始终以直道自立，无所阿附。大和五年（831年）五月去世，终年六十六岁，追赠尚书左仆射。

## 延伸阅读
[在维基数据编辑]
 在维基文库阅读此作者作品
 《舊唐書·卷157》，出自刘昫《舊唐書》